# Société de la Flore Valdôtaine
La Société de la flore valdôtaine (pron. fr. AFI: [sɔsjete də la flɔʁ valdotɛn]) è un’associazione scientifica e culturale senza scopo di lucro fondata ad Aosta nel 1858. Ha come finalità la promozione delle ricerche nell’ambito delle Scienze naturali in Valle d’Aosta, la divulgazione della conoscenza naturalistica e la diffusione dei principi della conservazione dell’ambiente e delle risorse naturali. Sebbene nata con lo scopo di studiare la flora e i minerali della Valle d'Aosta e poi la sola flora, nel 1901 l’associazione decise di estendere i propri interessi a tutte le discipline delle scienze naturali, pur conservando il nome originario. Attualmente ha sede ad Aosta, in via Jean-Baptiste de Tillier.

## Storia

### Le origini e il primo periodo (1858-1941)

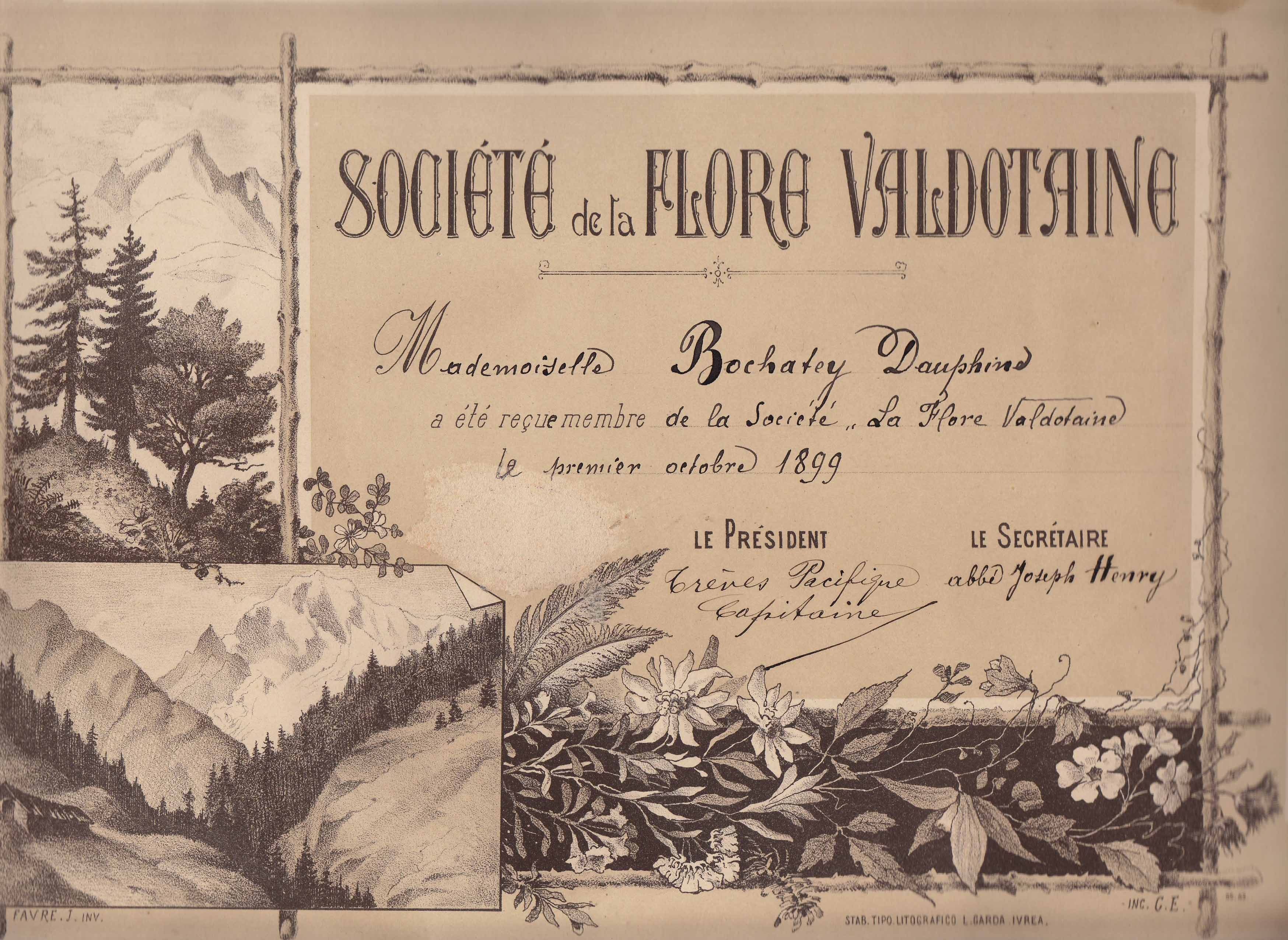
Attestato di iscrizione alla Société de la Flore Valdôtaine del 1899

Nel 1858 i canonici Georges Carrel (1800-1870), nominato l’anno precedente docente di Storia naturale presso il Collège Saint-Bénin di Aosta, ed Édouard Bérard (1825-1889), anch’egli interessato alle Scienze naturali e soprattutto alla Botanica, riunirono un gruppo di appassionati allo scopo di fondare una società di Storia naturale locale. Carrel e Bérard, personaggi attivissimi del mondo culturale e scientifico valdostano, furono anche tra i fondatori della Société académique religieuse et scientifique d’Aoste o Académie Saint-Anselme, mentre Carrel creò ad Aosta, nel 1866, la prima succursale del Club Alpino Italiano, nato pochi anni prima a Torino. Come scrisse Lino Vaccari nelle biografie dei due protagonisti della vicenda, se Carrel fu l’anima della nuova associazione di Storia naturale non ne coprì però mai la presidenza, carica che fin dall’inizio fu assunta da Bérard.
La nascita e le vicende dell’associazione, orientata inizialmente sullo studio della flora e dei minerali della Valle d’Aosta, passarono inosservate sulla stampa locale e anche l’attività dei membri negli anni cominciò a languire, tanto che ben presto si decise di limitarla al solo studio della flora regionale. Un manoscritto relativo allo statuto dell’associazione, conservato presso la Biblioteca del Seminario Maggiore di Aosta e solo parzialmente edito di recente, testimonia questo nuovo orientamento monodisciplinare e reca nell’intestazione per la prima volta la dicitura «Société “La Flore Valdôtaine”». Tale documento conferma inoltre la carica di Bérard come presidente dell’associazione e di Carrel come vicepresidente.
Dopo un nuovo periodo di attività discontinua, nel 1884 Bérard decise di riorganizzare l’associazione, mantenendo come scopo il solo studio della flora valdostana con la realizzazione di un erbario e di un catalogo della stessa. Queste finalità sono chiaramente espresse nello statuto pubblicato l’anno successivo, che riprende essenzialmente i punti del manoscritto redatto anni prima.

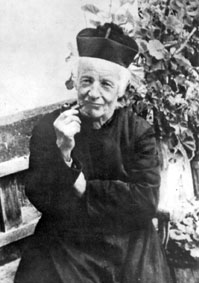
Joseph-Marie Henry

Dopo la scomparsa di Bérard, avvenuta nel 1889, alla fine del secolo un forte impulso venne dato da nuove forze entrate nel frattempo nell’associazione, soprattutto da Joseph-Marie Henry (1870-1947) e da Lino Vaccari (1873-1951), insieme a membri più anziani come il canonico Pierre-Louis Vescoz (1840-1925) e il capitano Pacifique Trèves (1850-1918). A partire dal 1899 le notizie sull’attività dell’associazione iniziarono anche a comparire con maggiore regolarità sugli organi locali d’informazione.
La lunga presidenza di Henry, iniziata a fine 1901 e protrattasi fino al 1941, fu feconda di iniziative e di attività mentre già sotto la presidenza di Trèves, in occasione dell’assemblea del 26 aprile 1901, l’associazione decise di allargare il suo campo d’interesse a tutte le discipline naturalistiche. Nel 1902 nacque, a cura di Henry e Vaccari, il Bulletin scientifico, oggi «Revue Valdôtaine d’Histoire Naturelle». Nel 1905 fu fondato il Museo dell’associazione, di cui fu nominato direttore Pierre-Louis Vescoz. Vaccari intraprese un accurato studio della flora valdostana, con la realizzazione di un ricco erbario e del primo volume di un catalogo floristico, opera che purtroppo rimase incompiuta. Contemporaneamente lo studioso prese in mano le redini del Giardino alpino Chanousia, fondato nel 1897 dall’ormai anziano rettore dell’Ospizio del Piccolo San Bernardo Pierre Chanoux (1828-1909) e lo diresse per oltre un quarantennio.
Nel 1903 la Société de la Flore Valdôtaine ospitò la Società botanica italiana che compì l’escursione sociale in Valle d’Aosta dal 3 al 7 agosto, sotto la guida di Lino Vaccari.
A partire dalla metà degli anni ’20 del secolo passato iniziò però un lento declino manifestatosi con la mancanza di un ricambio generazionale all’interno della associazione, complice un regime che probabilmente non vedeva di buon occhio l’associazione né in generale le iniziative culturali locali. Il colpo di grazia venne dato dallo scoppio della guerra con le nuove priorità che si imponevano a tutti i livelli. L’ultimo atto di questo primo periodo dell’associazione può essere considerato la pubblicazione del Bulletin scientifico n. 24, uscito a fatica nel 1941 a cura di Lino Vaccari, con un Henry ormai quasi isolato, malato e sfiduciato.

### La rinascita e il periodo attuale (1971-    )

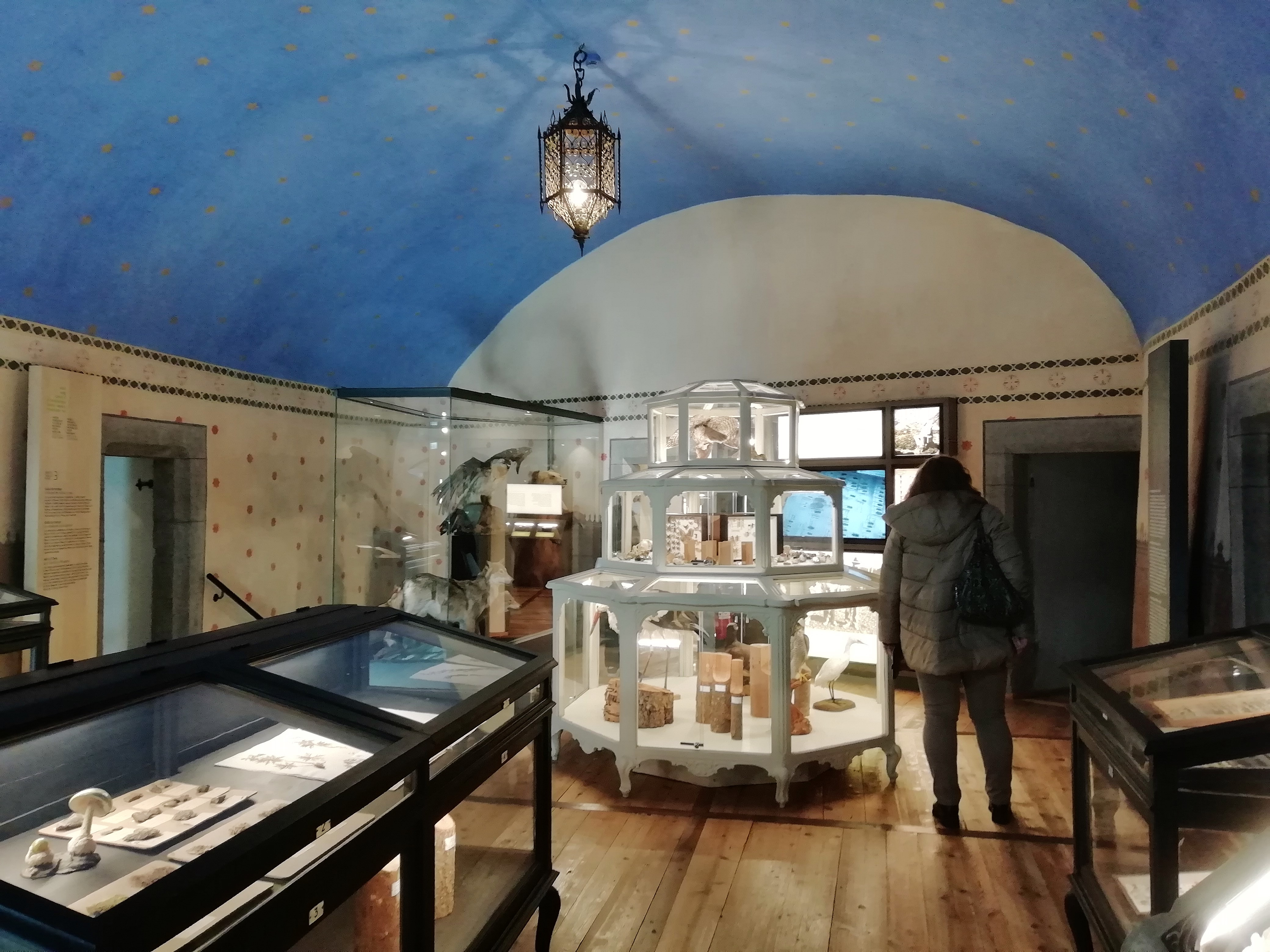
La Sala del Tempo del Museo regionale di scienze naturali Efisio Noussan. Sulla sinistra, una teca con esemplari di licheni e pagine di erbario.

Il 1970 fu proclamato dal Consiglio d'Europa Anno Europeo della Conservazione della Natura. Anche in Valle d’Aosta l’avvenimento venne celebrato con varie manifestazioni ed iniziative che portarono ad una rinascita dell’interesse per la conservazione e lo studio dell’ambiente naturale. Fu così che Carlo Lyabel, Ispettore Forestale presso l’Amministrazione Regionale della Valle d’Aosta e particolarmente sensibile alla tutela del patrimonio naturale valdostano, nel dicembre di quello stesso anno lanciò un appello con l’intento di ricostituire la Société de la Flore Valdôtaine. Lyabel trovò in un imprenditore appassionato di flora alpina, Efisio Noussan (1921-2001), il partner ideale per il rilancio dell’associazione, mentre un importante sostegno scientifico all’iniziativa venne dato da docenti universitari di fama come i professori Bruno Peyronel (1919-1982), già allievo di Vaccari alla Chanousia, e Vanna Dal Vesco dell’Università di Torino. Nel 1971 la rinascita della Société de la Flore Valdôtaine veniva ufficializzata, con Efisio Noussan presidente e Carlo Lyabel vicepresidente.
Sotto l’impulso di un gruppo motivato e competente, guidato dall’instancabile ed energica opera di Noussan, negli anni successivi gli obiettivi dell’associazione vennero raggiunti con successo: la rinascita del Bulletin scientifico, la ricostituzione del Museo, la ricostruzione della Chanousia, abbandonata nel 1943 a causa della guerra durante la quale fu devastata subendo gravi danni, il completamento del catalogo floristico di Vaccari sulla base delle sue raccolte d’erbario conservate presso il Museo botanico dell’Università di Firenze. Nel 1985 l’associazione contribuì in prima persona alla nascita del Museo Regionale di Scienze Naturali della Valle d’Aosta, creato sulle fondamenta del Museo storico della stessa Société de la Flore e dedicato nel 2015 ad Efisio Noussan.
Nella storia più recente dell’associazione, sotto le successive amministrazioni, vi sono tra l’altro la realizzazione di alcuni manuali di divulgazione scientifica in campo floristico e geologico, e del nuovo catalogo della Flora valdostana, opera che porta a compimento uno degli obiettivi posti dai fondatori dell’associazione.

## Attività

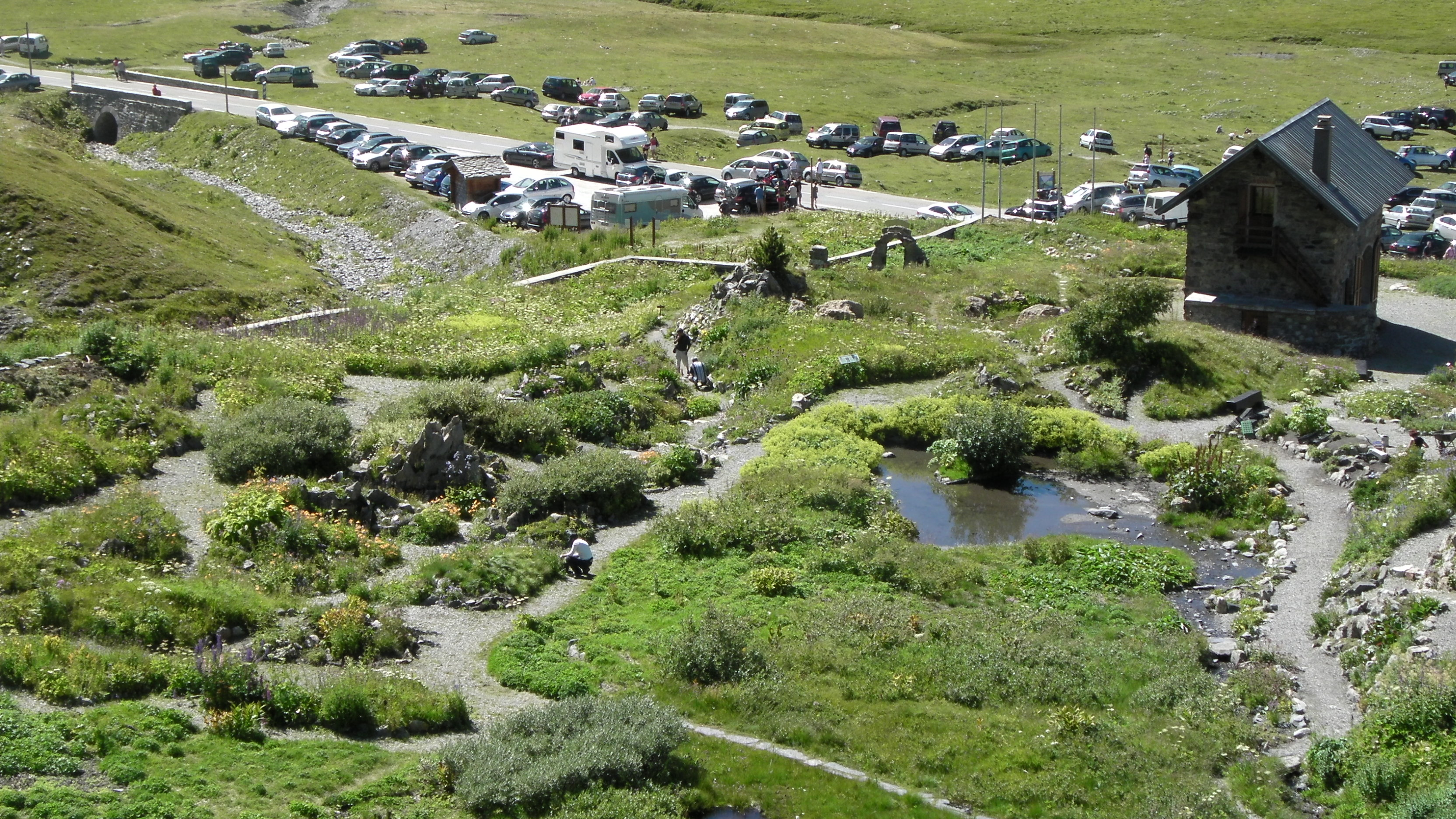
Il Giardino alpino Chanousia

La Société de la Flore Valdôtaine organizza attività sociali che comprendono conferenze ed escursioni alla scoperta dell’ambiente naturale della Valle d’Aosta e delle regioni vicine, ma anche visite a giardini botanici e storici, musei di Storia naturale ed altre mete di carattere naturalistico.
L’associazione pubblica a cadenza annuale il Bulletin scientifico fondato nel 1902 dall’Abate Joseph-Marie Henry e dal Prof. Lino Vaccari, che dal 1975 ha preso il nome di «Revue Valdôtaine d’Histoire Naturelle», su cui compaiono i più aggiornati studi naturalistici svolti in Valle d’Aosta; realizza inoltre un notiziario annuale per i soci, le «Nouvelles de la Société de la Flore Valdôtaine», che contiene informazioni sulle attività sociali e articoli di attualità proposti dai membri dell’associazione. A cadenza variabile pubblica monografie scientifiche e divulgative dedicate a tematiche particolari relative alla Valle d’Aosta.
La Société de la Flore Valdôtaine fa parte del comitato internazionale che gestisce il Giardino Alpino Chanousia. Contribuisce inoltre alle attività di ricerca del Museo Regionale di Scienze Naturali “Efisio Noussan” attraverso la nomina di tre membri del Comitato Scientifico di tale ente.

## Lista dei presidenti
- 1858 – 1889: Édouard Bérard
- 1889 – 1892: Charles Marguerettaz
- 1892 – 1899: Charles-Albert Ferina
- 1899 – 1901: Pacifique Trèves
- 1901 – 1941: Joseph-Marie Henry
- 1971 – 2001: Efisio Noussan
- 2001 – 2006: Giuseppina Marguerettaz Gaetani
- 2007 – 2012: Chantal Trèves
- 2013 – 2023: Ermanno Dal Molin
- 2023 – in carica: Massimo Bocca